# 퍼스 (웨스턴오스트레일리아주)
퍼스(영어: Perth)는 오스트레일리아 웨스턴오스트레일리아주의 주도이다. 오스트레일리아에서 네 번째로 큰 도시로, 인구는 2007년을 기준으로 155만 명이며, 퍼스 시의 경우 90만 명이 거주하고 있다.
도시 창설 당시부터 유럽인들의 오세아니아 대륙 탐험의 중요 기착지였고, 오스트레일리아 대륙의 서부 끝자락에 위치한 지리적 이점을 활용하여, 현재 아프리카 남부와 동남아시아를 잇는 국제 항만 및 항공 교통의 요충지이자 무역의 전진 기지이다. 현재 브리즈번과 함께 떠오르는 경제적 요충지로서, 오스트레일리아의 국가 발전을 이끌고 있다.

## 역사

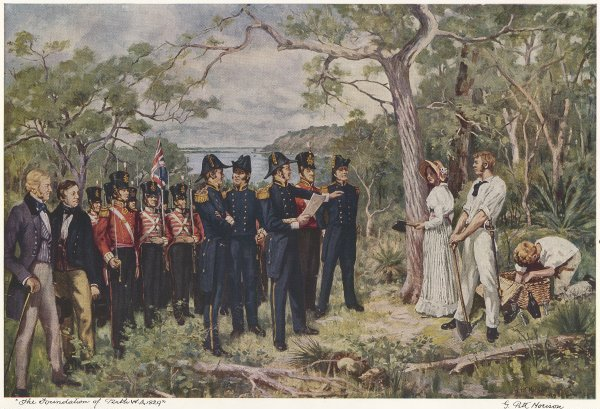
1829년 퍼스 건설, 조지 핏 모르슨 作

퍼스는 오세아니아 대륙 서쪽에 유럽인들이 건설한 최초의 대규모 정착촌이다. 1826년, 영국군 은 프랑스가 먼저 식민지를 건설하려는 조짐 때문에 오스트레일리아의 남부 해안의 킹조지사운드(King George Sound, 현재의 올버니)에 기지를 건설했다. 1829년 자유 이민자 정착촌이던 스완 강 정착촌을 수도로 퍼스가 건설되었다. 1850년에는 값싼 노동력을 들여와서 농가와 사업가의 요구에 따라 퍼스를 포함한 오스트레일리아는 유배 식민지가 되었다.
퍼스라는 이름은 1829년에 제임스 스털링(James Stirling)에 의해서 선택되었다. 스코틀랜드인인 스털링은 이주지의 장관인 조지 머리 경(George Murray)의 소망을 채우기 위해, 머리 경의 출신지이며 영국 하원 의회의 의석의 기반인 퍼스 쉐어를 기념하여 명명했다. 같은 해 8월 12일에는 헬렌 댄스(Helen Dance) 부인이 마을 건설을 축하하기 위해서 나무를 베어 쓰러뜨렸다.
1900년 주민 투표 후 1901년 정착촌은 오스트레일리아 연방에 가입했다. 동부 주로부터 캘굴리를 경유해 퍼스를 잇는 철도 건설 등 다른 식민지의 용인 후 오스트레일리아 서부 식민지의 가입에 마지막으로 동의했다.
웨스턴오스트레일리아주는 광물 자원이 풍부하다. 특히 금, 철광석, 니켈, 알루미늄과 다이아몬드 등 자원이 거듭 발굴되어 골드 러쉬에 의해 도시가 발전했다.

## 지리
퍼스는 지상에서 가장 외딴 메트로폴리탄 지역이다. 인구 100만이 넘는 도시 중 퍼스와 가장 가까운 도시는 2,104 km 떨어진 남부 오스트레일리아의 애들레이드이다. 퍼스는 지리적으로 시드니와 멜버른, 브리즈번보다는 동티모르의 딜리, 싱가포르, 인도네시아의 자카르타가 더 가깝다.
퍼스는 스완 강을 따라 위치한다. 스완 강이라는 지명은 검은 백조의 서식지와도 관련된 이름이다.
도시 지역은 북쪽으로 얀쳅 (Yanchep), 남쪽은 만듀라(Mandurah)에, 남북 약 125 km 뻗어 있으며, 동쪽으로는 만다링 (Mundaring)에, 서쪽 해안에서 동서로 약 50km에 걸쳐 뻗어있다. 해발은 약 20m 지점에 위치한다.
퍼스 교외는 인도양에 접한 아름다운 모래 사장이 펼쳐져 있다. 도시의 동쪽 경계는 달링 애라는 낮은 급경사이다. 퍼스의 대부분은 깊은 내부 암석과 대량의 모래 토양의 완만한 기복이 평평한 땅 위에 있다. 퍼스 대도시권에는 두 종류의 수원이 있는 강이 흐르고 있는데, 하나는 스완 강과 카닝 강이며, 또 하나는 만두라의 필 에스추어리에서 흐르는 서펜틴 강과 머레이 강이다.

킹스파크에서 본 퍼스 중심 업무 지구

### 물 사정
최근 이상 기후에 의해 강수량이 감소하고 30년간 댐에 유량이 ⅔ 이상 감소하고 있다. 또한 인구 증가율이 상대적으로 높기 때문에 퍼스는 10년 이내에 물 부족 도시가 되어 버리는 우려가 생기고 있다. 서호주 정부는 대책으로 가정에서 스프링클러(Sprinkler) 사용을 제한하고 퀴나나(Kwinana)에 담수화 플랜트를 건설하고 2007년부터 가동하고 있다. 주 정부는 킴벌리(Kimberley) 지역에서 물을 끌어오거나 주의 남서부에 있는 야라가디(Yarragadee) 대수층에서 끌어 올리는 것 같은 다른 해결책도 검토하고 있다.

### 기후
퍼스는 쾨펜 기후 구분에 의하면 지중해성 기후이다. 여름은 대체로 덥고, 건조하고, 2월이 가장 더운 달이다. 지금까지 기록된 최고 기온은 1991년 2월 23일 기록된 46.2 °C이다. 겨울 추위는 비교적 견딜만 하며, 최근에는 강수량이 줄고있다고는 해도, 비가 많다. 기온이 0 °C까지 내려간 것은 1997년 7월 15일과 1998년 7월 27일 두 번이 있다. 한 겨울에도 낮 기온이 16°C를 기록하는 것은 드물다. 여름은 주로 현지의 사람이 "프리 맨틀 닥터"라고 해서 남서에서 바닷 바람이 불어와 기온이 높은 대기를 식혀 준다.
| 퍼스 (1993년~2023년)의 기후                           | 퍼스 (1993년~2023년)의 기후 | 퍼스 (1993년~2023년)의 기후 | 퍼스 (1993년~2023년)의 기후 | 퍼스 (1993년~2023년)의 기후 | 퍼스 (1993년~2023년)의 기후 | 퍼스 (1993년~2023년)의 기후 | 퍼스 (1993년~2023년)의 기후 | 퍼스 (1993년~2023년)의 기후 | 퍼스 (1993년~2023년)의 기후 | 퍼스 (1993년~2023년)의 기후 | 퍼스 (1993년~2023년)의 기후 | 퍼스 (1993년~2023년)의 기후 | 퍼스 (1993년~2023년)의 기후 |
| 월                                                    | 1월                         | 2월                         | 3월                         | 4월                         | 5월                         | 6월                         | 7월                         | 8월                         | 9월                         | 10월                        | 11월                        | 12월                        | 연간                        |
| ----------------------------------------------------- | --------------------------- | --------------------------- | --------------------------- | --------------------------- | --------------------------- | --------------------------- | --------------------------- | --------------------------- | --------------------------- | --------------------------- | --------------------------- | --------------------------- | --------------------------- |
| 역대 최고 기온 °C (°F)                                | 44.4 (111.9)                | 46.2 (115.2)                | 42.4 (108.3)                | 39.5 (103.1)                | 34.3 (93.7)                 | 26.2 (79.2)                 | 25.8 (78.4)                 | 30.0 (86.0)                 | 34.3 (93.7)                 | 37.2 (99.0)                 | 40.4 (104.7)                | 44.2 (111.6)                | 46.2 (115.2)                |
| 일평균 최고 기온 °C (°F)                              | 31.4 (88.5)                 | 31.6 (88.9)                 | 29.6 (85.3)                 | 25.9 (78.6)                 | 22.3 (72.1)                 | 19.4 (66.9)                 | 18.5 (65.3)                 | 19.1 (66.4)                 | 20.5 (68.9)                 | 23.3 (73.9)                 | 26.6 (79.9)                 | 29.5 (85.1)                 | 24.8 (76.6)                 |
| 일평균 최저 기온 °C (°F)                              | 18.1 (64.6)                 | 18.4 (65.1)                 | 16.9 (62.4)                 | 13.8 (56.8)                 | 10.5 (50.9)                 | 8.6 (47.5)                  | 8.0 (46.4)                  | 8.4 (47.1)                  | 9.6 (49.3)                  | 11.6 (52.9)                 | 14.3 (57.7)                 | 16.5 (61.7)                 | 12.9 (55.2)                 |
| 역대 최저 기온 °C (°F)                                | 8.9 (48.0)                  | 9.9 (49.8)                  | 6.3 (43.3)                  | 4.7 (40.5)                  | 1.3 (34.3)                  | −0.7 (30.7)                 | 0.0 (32.0)                  | 1.3 (34.3)                  | 1.0 (33.8)                  | 2.2 (36.0)                  | 5.0 (41.0)                  | 6.6 (43.9)                  | −0.7 (30.7)                 |
| 평균 강우량 mm (인치)                                 | 17.2 (0.68)                 | 13.4 (0.53)                 | 20.6 (0.81)                 | 37.0 (1.46)                 | 86.5 (3.41)                 | 127.3 (5.01)                | 147.1 (5.79)                | 123.8 (4.87)                | 81.8 (3.22)                 | 40.4 (1.59)                 | 25.3 (1.00)                 | 9.9 (0.39)                  | 731.1 (28.78)               |
| 평균 강수일수 (≥ 1 mm)                                | 1.6                         | 1.2                         | 2.6                         | 4.8                         | 8.6                         | 11.8                        | 14.7                        | 13.1                        | 10.9                        | 5.9                         | 3.8                         | 1.9                         | 80.9                        |
| 평균 오후 상대 습도 (%) (15:00)                       | 39                          | 38                          | 40                          | 46                          | 50                          | 56                          | 57                          | 54                          | 53                          | 47                          | 44                          | 41                          | 47                          |
| 평균 월간 일조시간                                    | 356.5                       | 319.0                       | 297.6                       | 249.0                       | 207.0                       | 177.0                       | 189.1                       | 223.2                       | 231.0                       | 297.6                       | 318.0                       | 356.5                       | 3,221.5                     |
| 가능 일조율                                           | 83                          | 83                          | 74                          | 70                          | 63                          | 57                          | 57                          | 63                          | 64                          | 72                          | 77                          | 79                          | 70                          |
| 평균 자외선 지수                                      | 12                          | 11                          | 9                           | 6                           | 4                           | 3                           | 3                           | 4                           | 6                           | 8                           | 10                          | 12                          | 7                           |
| 출처: 오스트레일리아 기상청 (상대습도: 1994년~2011년) |                             |                             |                             |                             |                             |                             |                             |                             |                             |                             |                             |                             |                             |

## 행정

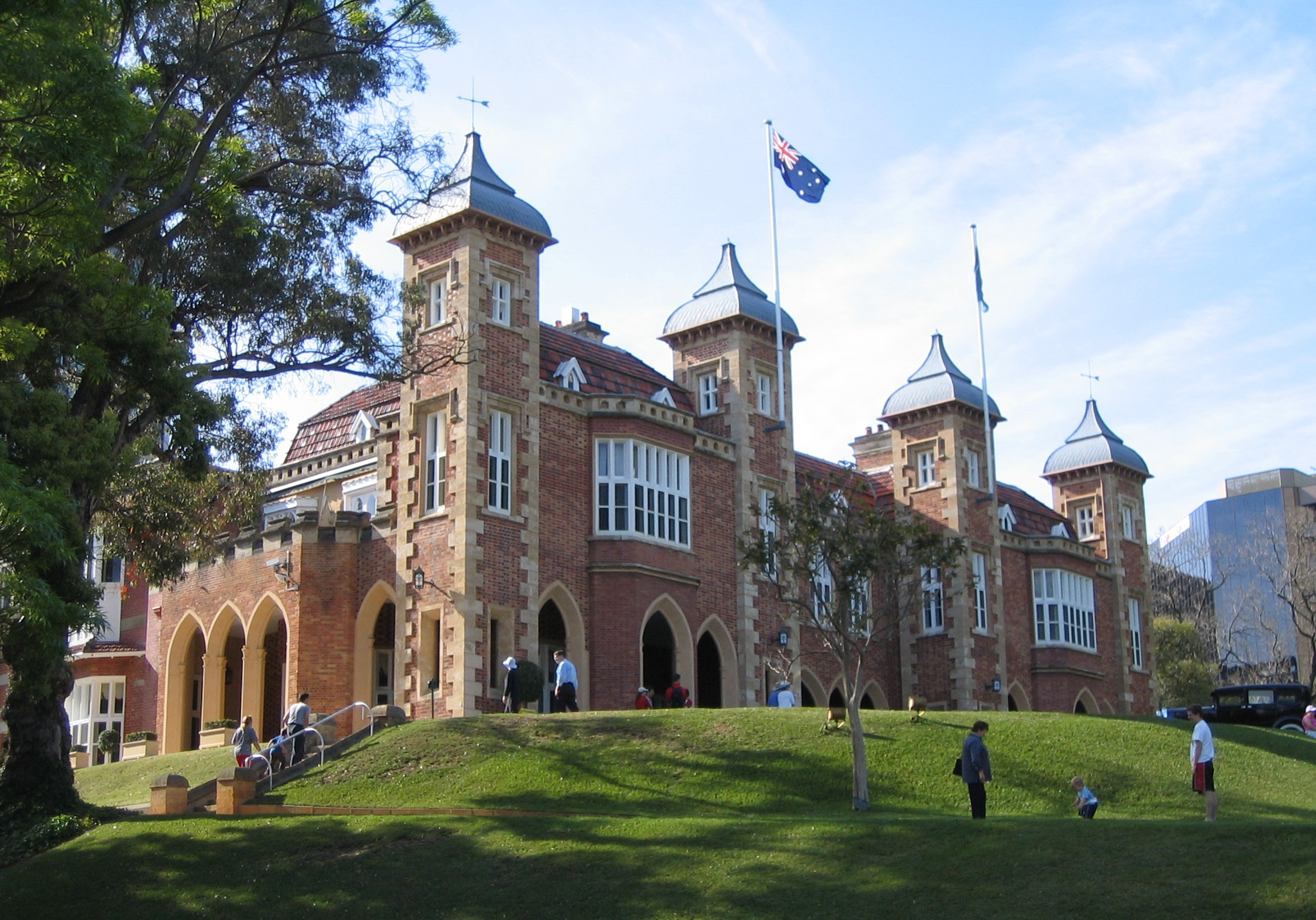
웨스턴 오스트레일리아 의회당

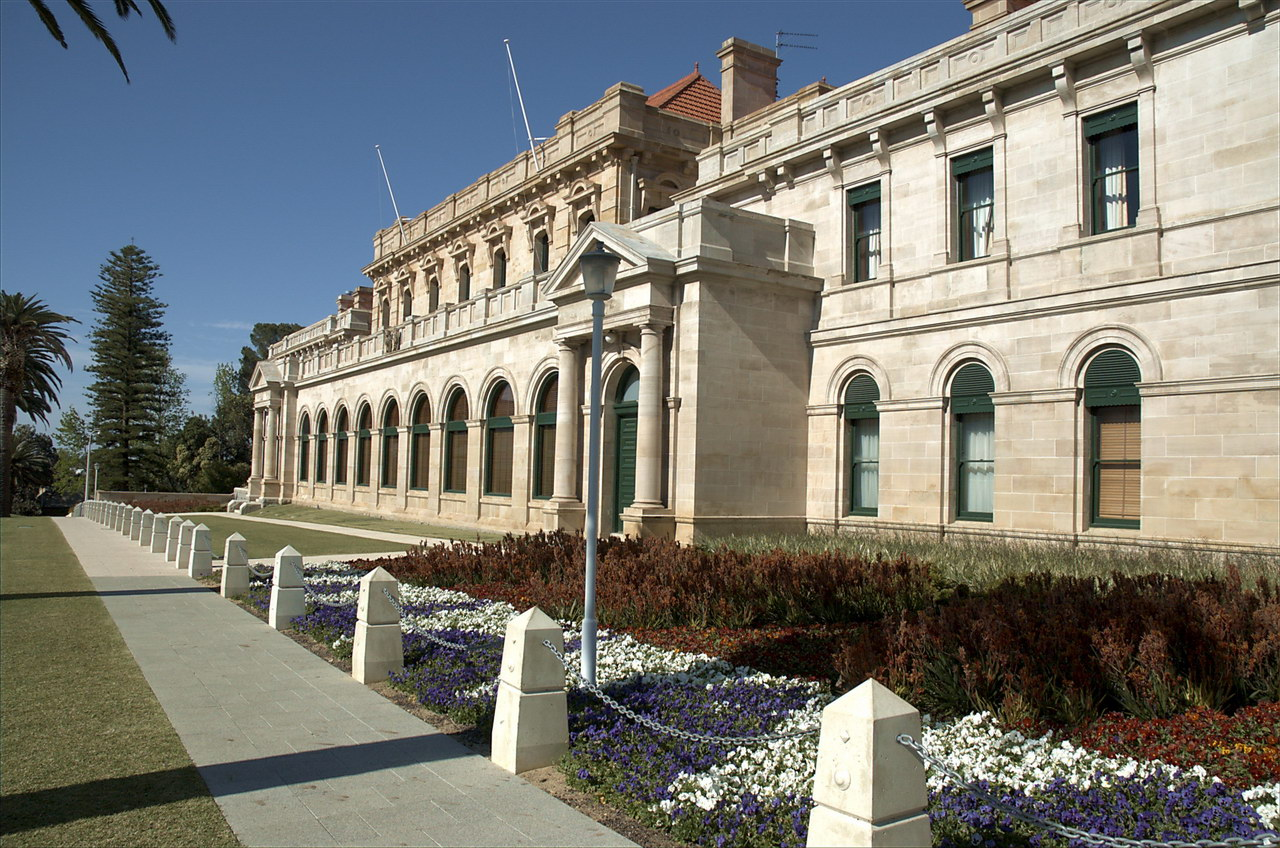
퍼스 의회

퍼스 시는 시티 오브 퍼스(예전 퍼스 시의회) 지방 자치 단체가 행정을 하고 있다. 퍼스 도시권은 30이 넘는 지방 자치 단체가 있다. 대표적인 것들은 다음과 같은 것들이 있다.
- 프리맨틀(Fremantle)
- 베이즈 워터 (Bayswater)
- 캐닝(Canning)
- 스털링 (Stirling)
- 고스넬즈(Gosnells)
- 네들란즈( Nedlands)
- 수비아코(Subiaco)
- 피퍼민트 그로브(Peppermint Grove)
- 클레어몬트 (Claremont)
- 빅토리아 파크(Victoria Park)
- 준달럽(Joondalup)
- 워너루(Wanneroo)
- 아마데일(Armadale)

퍼스는 서해안 최대의 도시이기 때문에 호주 군의 거점으로서 중요한 장소이다.

## 사회
| 연도        | 인구    | ±% p.a. |
| ----------- | ------- | ------- |
| 1854        | 4,001   | —       |
| 1859        | 6,293   | +9.48%  |
| 1870        | 8,220   | +2.46%  |
| 1881        | 9,955   | +1.76%  |
| 1891        | 16,694  | +5.31%  |
| 1901        | 67,431  | +14.98% |
| 1911        | 116,181 | +5.59%  |
| 1921        | 170,213 | +3.89%  |
| 1933        | 230,340 | +2.55%  |
| 1947        | 302,968 | +1.98%  |
| 1954        | 395,049 | +3.86%  |
| 1961        | 475,398 | +2.68%  |
| 1966        | 559,298 | +3.30%  |
| 1971        | 703,199 | +4.69%  |
| Source: ABS |         |         |

| 연도 | 인구      | ±% p.a. |
| --- | --------- | ------- |
| 1971 | 744,600   | —       |
| 1976 | 845,700   | +2.58%  |
| 1981 | 941,479   | +2.17%  |
| 1986 | 1,075,959 | +2.71%  |
| 1991 | 1,226,115 | +2.65%  |
| 1996 | 1,344,378 | +1.86%  |
| 2001 | 1,452,058 | +1.55%  |
| 2006 | 1,590,007 | +1.83%  |
| 2008 | 1,687,815 | +3.03%  |
| 2010 | 1,785,076 | +2.84%  |
| Source: ABS Note: Greater Perth includes the City of Mandurah and part of the Shire of Murray, south of Perth. |           |         |

퍼스와 인도양의 사이에 있는 서부의 교외에는 최부유층의 주택가가 있어, 관광객을 유인하는 경계 표지가 되고 있다. 중심부에서 남북으로 멀리 있는 교외는 〈주택융자 벨트〉라고 불리는 중하층민의 주택가이다. 연방 정부나 주 정부 선거 때, 여론에 관한 동향을 얘기할 때 이곳의 사람들의 의견이 다뤄진다.
웨스턴 오스트레일리아 서머타임 제도를 2006년부터 3년간 시도했지만, 반대가 많자 이후 시행을 취소했다. 퍼스는 미국 본토(알래스카와 하와이 제외) 및 캐나다와 서유럽 국가(도시로 말하면 로스앤젤레스, 시카고, 뉴욕, 밴쿠버, 토론토, 파리, 런던 등)는 세계에서 가장 거리가 떨어져 있는 도시 중 하나이다. 그 중에서도 특히 퍼스 - 뉴욕의 거리가 , 도쿄 - 리우데자네이루(브라질) 보다 더 멀리 떨어져 있다. 게다가, 퍼스는 호주에서도 다른 주요 도시에서 멀리 떨어진 곳에 있으며, 이웃 나라 인도네시아의 수도 자카르타의 거리가 캔버라, 시드니, 브리즈번보다 더 가깝다.

### 민족
1950 ~ 60년대에 유럽에서 온 이민자를 태운 선박이 처음 도착한 곳이 프리맨틀이었기 때문에, 퍼스는 크로아티아, 영국, 이탈리아, 네덜란드와 그리스에서 많은 이주자가 들어왔다. 최근 영국에서 비행기로 대량 이주가 진행되고 있고, 퍼스는 호주의 도시 중에서 영국 태생의 주민이 가장 많아지고 있다. 퍼스 남부의 교외에서 영국 태생의 주민이 20%에 이르고 있다.
또한 유고슬라비아(구소련)를 포함한 동유럽에서 상당한 이주가 진행되고 있다. 말레이시아, 싱가포르, 홍콩, 인도네시아, 중국, 스리랑카 등 동남아시아와 동아시아에서도 이민자 커뮤니티가 상당수 있다.(대개는 교육 목적의 이민이다). 인도인 커뮤니티는 뭄바이에서 이주하여 온 많은 사람들이 파시 시에 산다. 남아프리카 공화국과 짐바브웨에서 온 백인 이주자도 정착하고 있다. 뉴질랜드 사람은 다른 나라와 달리, 거주 및 취업에 관한 비자 발급이 우대되고 있기 때문에 뉴질랜드 이민자도 많다.

## 문화
퍼스는 야외의 라이프 스타일에 잘 알고 있으며, 시민들은 많은 종류의 스포츠를 할 수 있게 되었다. 재미있는 것은 이 퍼스에서 세계에서 가장 강한 하키 지역 대회가 열리고 있다는 것이다. 남녀 노소를 불문하고 많은 하키 팀이 있고, 전체 인구의 10 % 밖에 점유하지 웨스턴 오스트레일리아 올림픽 하키팀이 금메달에 상당한 기여를 하고 있다. 어떤 팀은 퍼스에 연고를 두고 있다.

## 관광
퍼스의 매력은 아름다운 해변이다. 백사장이 끊임없이 해변의 외곽을 따라 늘어서 있다. 퀸즐랜드의 골드 코스트까지 가지 않아도 자연에 둘러쌓인 다른 호주의 도시뿐만 아니라 해안이나 강가가 있다.

## 교육

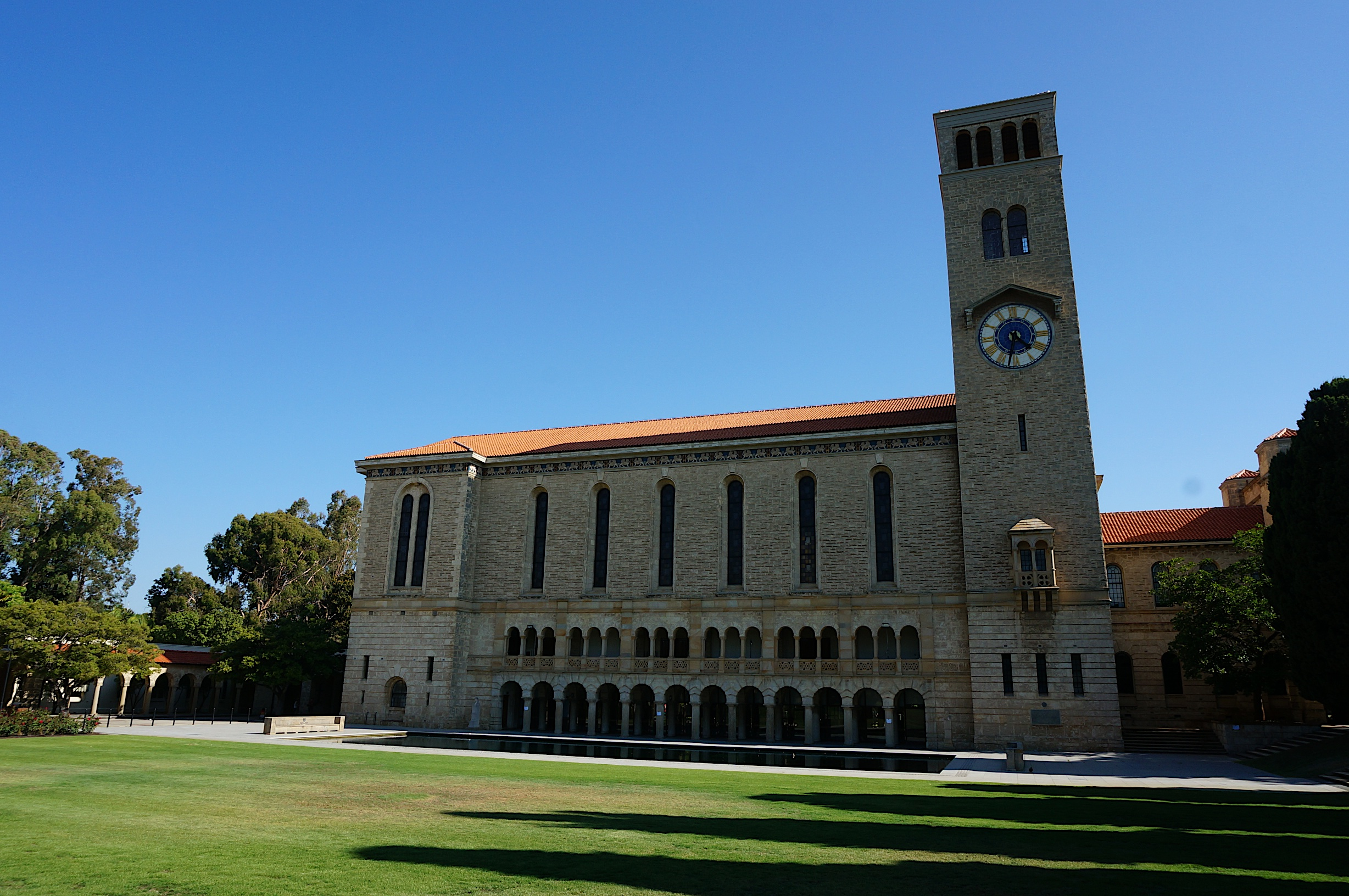
크롤리에 위치한 웨스턴 오스트레일리아 대학

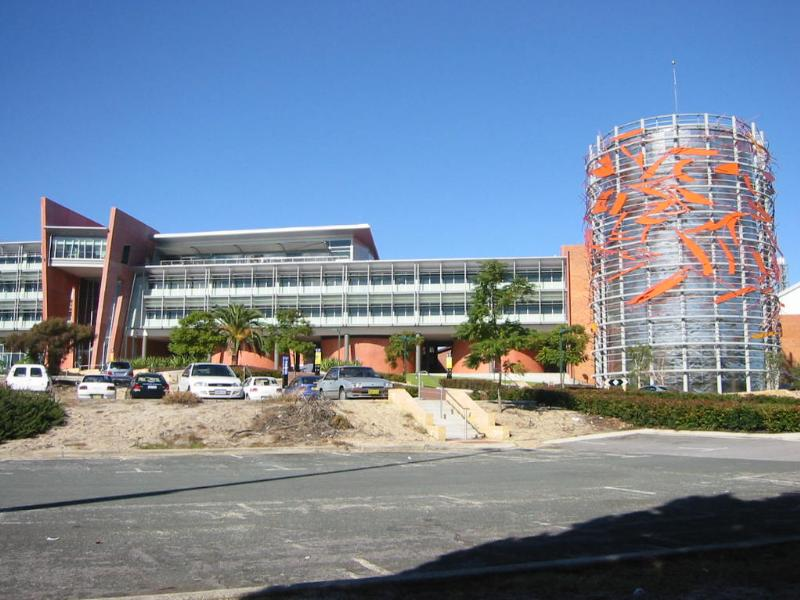
벤틀리에 있는 커틴 대학

### 대학교
퍼스에는 네군데의 공립대학의 본부가 있다.
- The University of Western Australia
- Edith Cowan University
- Curtin University Of Technolgy
- Murdoch University

또한 사립대학으로 University of Notre Dame이 있다.

### 랭귀지 스쿨
- 피닉스- 피닉스는 자체시험이 다른학교보다 까다로우며, 유럽학생수가 많아서 캠브리지 시즌에는 학교에 유럽 학생들이 아시아 학생들보다 비교적 많다.
- 테입- 정부가 운영하는 직업학교 (컬리지)로서 부속 영어학교이다. 학교 내부에 도서관이 있어서 공부를 하거나 필요한 책을 대출 할 수 있다.
- 킹스턴 - 아이엘츠 코스가 신설되었다.
- 랭귀지링스 - 아이엘츠 수업과 캠브릿지 수업이 있다.
- 지오스 - 한국인에게 비교적 널리 알려져있고 남미 계열 학생들이 많이 찾는다.
- 에이스 - 비교적 수업에 짜임새가 있고 다른 학교에 비해 가격이 비싸다
- 아스펙 - 시티에서 조금 떨어진 지역에 위치하고 있으며 아시아 계열 학생들이 많이 찾는다.
- 유로센터 - 유로센터 제네럴 수업이 있으며 반이 세분화되어 있다. 레벨체크가 철저하다.
- 밀러 - 캠브릿지 위주의 반이 많으며 아시아 학생들에게 인기가 많다.
- ECU - 캠브릿지 코스가 유명하며 다소 시티에서 멀다.

## 자매 도시
- 일본 가고시마시
- 미국 휴스턴
- 그리스 로도스섬
- 그리스 카스텔로리조
- 미국 샌디에이고
- 이탈리아 바스토